# Luis Orlando Lagos Vásquez
Luis Orlando Lagos Vásquez, mais conhecido como Chico Lagos (Santiago, 17 de janeiro de 1913 - Santiago, 4 de fevereiro de 2007) foi um fotógrafo chileno que se encarregou das reportagens gráficas oficiais de Salvador Allende, sendo considerado o autor de uma das fotografias mais conhecidas do assédio ao palácio da Moeda.
Foi fotógrafo oficial de Salvador Allende durante quase toda sua carreira política e se lhe atribuem as fotografias da organização da defesa do Palácio da Moeda o 11 de setembro de 1973 ante o golpe de estado organizado por Augusto Pinochet.
Uma das fotos que obteve foi premiada no concurso organizado por World Press Photo em 1973 ao ter sido publicada em The New York Times. No entanto, a fotografia figurou como de autor "desconhecido" já que existiu um acordo entre o diário nova-iorquino e o intermediário que ofereceu as fotos de manter no anonimato ao autor até que em 2007 o diário A Nação publicou a autoria de Chico Lagos.
Em janeiro de 2007 morreu numa residência de idosos em Santiago de Chile, ao que parece afetado da doença de Alzheimer, sem chegar a atribuir-se a autoria das fotografias.